# Reklamní agentura
Jako reklamní agentura, hovorově reklamka, se označuje druh komunikační agentury, která se zaměřuje na návrhy a výrobu reklam.
První reklamní agenturu si otevřel Volney B. Palmer ve Philadelphii roku 1850.[rozpor]

## Činnost
Mezi činnosti reklamní agentury patří vytváření:
- televizních spotů,[2]
- rádiových jinglů,[2]
- tiskových inzerátů,[2]
- billboardů,
- internetových bannerů
- a dalších kreativní činnosti.

Mezi další činnosti reklamních agentur může patřit také public relations, tisk a další služby.

## Srovnání sdalšími agenturami
Na činnost reklamních agentur navazuje činnost mediálních agentur, které mají kontakt na konkrétní masmédia (vydavatelství novin a časopisů, televizní a rozhlasové stanice) a zprostředkovávají nákup reklamního prostoru v těchto médiích.
Od reklamních agentur se dále terminologicky rozlišují digitální agentury (též zvané internetové agentury nebo internetové reklamní agentury), jejichž činnost je mladší a souvisí s rozvojem internetu. Zatímco digitální agentury se zaměřují na oblast internetu, resp. digitálu, reklamní agentury vytváří reklamy i pro ostatní druhy médií (jako je tisk, rozhlas a televize). Digitální agentury se pak oproti reklamním věnují i dalším oblastem digitálního marketingu (ale mnohdy i oblastem nad rámec marketingu), jako je tvorba www stránek a správa firemních profilů na sociálních sítích.
V praxi se ovšem rozdíly mezi jednotlivými druhy agentur stírají, neboť ty mají různě úzká a široká pole odborného zaměření.